# Isay
Isay (schottisch-gälisch: Ìosaigh, altnorwegisch: ise-øy; deutsch: „Eisinsel“) ist eine Insel im Norden der Inneren Hebriden in Schottland. Sie liegt nordwestlich von Skye in der Bucht Loch Dunvegan. Die Entfernung zum Coral Beach auf Skye beträgt rund einen Kilometer.
Nordöstlich von Isay befinden sich die kleinen Inseln Mingay und Clett.
Isay ist 0,6 km² groß; die höchste Erhebung beträgt 28 Meter.
Im 19. Jahrhundert lebten zirka 90 Personen auf Isay. Im Zuge der Highland Clearances wurden die Einwohner vertrieben, um Platz für Schafe zu machen.
In den 1980er Jahren gehörte Isay dem Sänger Donovan. Heute ist die Insel unbewohnt. Isay, die Ascrib Islands und das Loch Dunvegan bilden seit 2005 ein Natura-2000-Gebiet zum Schutz der dort lebenden Seehunde (Phoca vitulina).